# Хмельницький Віталій Григорович
Віталій Григорович Хмельницький (12 липня 1943, село Тимошівка Оріхівського району Запорізької області Української РСР — 13 лютого 2019, Київ)  — український радянський футболіст, крайній нападник. Майстер спорту СРСР (з 1963).

## Життєпис
Футбольну кар'єру розпочав в команді класу «Б» «Азовсталь» (Жданов).
В тому ж, 1962 году, перейшов до донецького «Шахтаря». В 1965—1972 роках грав в київському «Динамо», в складі якого став чотирикратним чемпіоном СРСР.
За збірну СРСР в 1965—1971 роках зіграв 20 матчів, забив 7 голів. Учасник чемпіонату світу 1970.
Працював головним тренером команд «Граніт» (Черкаси) (1973—1974) і «Кривбас» (1978—1979). Був тренером в футбольній школі київського «Динамо».
Помер 13 лютого 2019 року у Києві на 76-му році життя.

## Досягнення
- Чемпіон СРСР (4): 1966, 1967, 1968, 1971
- Володар Кубка СРСР (1): 1966